# Ususău, Arad
Ususău este satul de reședință al comunei cu același nume din județul Arad, Banat, România.

## Așezare
Localitatea este situată în zona de culoar a Râului Mureș și în partea de nord a Dealurilor Lipovei, la o distanță de 43 km față de municipiul Arad.

## Populația
Populația localității număra la ultimul recensământ 590 locuitori.

## Istoric
După unirea Banatului cu România, satul purta denumirea de Murăști, la care s-a renunțat odată cu reforma administrativă din 1925.
În perioada interbelică localitatea a făcut parte din Plasa Lipova,  județul Timiș-Torontal. 
Prima atestare documentară a localității Ususău datează din anul 1418. 

## Economia
Economia este predominant agrară, majoritatea populației din zonă ocupându-se de cultivarea plantelor și creșterea animalelor precum și cu exploatarea și prelucrarea lemnului. 

## Atracții turistice
- "Pădurea Măgura"
- Valea Mureșului
- Dealurile Lipovei

## Personalități
- Vasile Varga, pictor din grupul "Prolog".

## Galerie de imagini

Ususău (Primăria)